# اخلاق اطلاعات
اخلاق در فناوری اطلاعات شاخه‌ای از علم اخلاق است که بر رابطهٔ بین ایجاد، سازمان‌دهی، انتشار و استفاده از اطلاعات، استانداردهای اخلاقی و کدهای معنوی حاکم بر ارتباطات انسانی در جامعه تمرکز دارد. این علم، با توجه به مسائل اخلاقی، یک چارچوب دربارهٔ حریم خصوصی اطلاعاتی، عوامل اخلاقی (مثلاً اینکه آیا ممکن است عوامل مصنوعی، اخلاقی باشند)، مسائل محیطی جدید (مخصوصا اینکه عوامل باید در حوزهٔ اطلاعات چگونه رفتار کنند)، مشکلات ناشی از چرخهٔ عمر داده‌ها (ایجاد، جمع‌آوری، ثبت، توزیع، پردازش و...) مخصوصاً مالکیت و کپی‌رایت، تقسیم دیجیتالی و حقوق دیجیتالی، در نظر می‌گیرد. در واقع می‌توان گفت اخلاق در فناوری اطلاعات به زمینه‌های اخلاقیات کامپیوتر و فلسفهٔ اطلاعات مربوط می‌شود.
معماها راجع به عمر اطلاعات در جامعه‌ای که «جامعهٔ اطلاعاتی» نام دارد روز به روز مهم‌تر می‌شود. انتقال و سواد اطلاعاتی از نگرانی‌های اساسی در ایجاد یک بنیان اخلاقی است که روش‌های بی‌طرفانه، منصفانه و مسئولانه را ترویج می‌کند. اخلاق در فناوری اطلاعات به‌طور گسترده‌ای مسائل مربوط به مالکیت، دسترسی، حریم خصوصی، امنیت و اجتماع را بررسی می‌کند.
فناوری اطلاعات بر مسائل رایج مانند محفاظت از کپی‌رایت، آزادی فکری، مسئولیت، حریم خصوصی و امنیت اثر می‌گذارد. حل کردن بسیاری از این مسائل به دلیل تنش‌های اساسی بین فلسفه‌های اخلاقی غرب (بر مبنای قوانین، دمکراسی، حقوق فردی و آزادی‌های شخصی) و فرهنگ‌های سنتی شرق (بر مبنای روابط، سلسله‌مراتب، مسئولیت‌های اشتراکی و هماهنگی اجتماعی) سخت یا غیرممکن است. جدال چندجانبه بین گوگل و جمهوری خلق چین بعضی از این تنش‌های اساسی را منعکس می‌کند.
کدهای حرفه‌ای مبنایی برای تصمیم‌گیری‌های اخلاقی و به کارگیری راه‌حل‌های اخلاقی برای موقعیت‌هایی که با مواد اطلاعاتی و استفاده از چیزی که تعهد یک سازمان را برای مسئولیت در مقابل خدمات اطلاعاتی منعکس می‌کند، پیشنهاد می‌دهد.
تکامل قالب‌ها و نیازهای اطلاعاتی مستلزم تجدیدنظر مداوم در مورد اصول اخلاقی و چگونگی به کارگیری این کدها است. ملاحظات مربوط به اخلاق در فناوری اطلاعات بر «تصمیم‌گیری‌های شخصی، کارهای حرفه‌ای و سیاست‌های عمومی» اثرگذارند؛ بنابراین، تحلیل‌های اخلاقی باید چارچوبی برای توجه به «بسیاری زمینه‌های گوناگون» (ibid) ارائه دهد. با توجه به اینکه چگونه اطلاعات توزیع می‌شود. در اصلی‌ترین بررسی نظیر به نظیر، مجلات علمی در مورد اخلاق در فناوری اطلاعات، مجلهٔ انجمن سیستم‌های اطلاعاتی هستند، شاخص انتشار انجمن سیستم‌های اطلاعاتی و اخلاقیات و فناوری اطلاعات، منتشرشده توسط Springer.

## تاریخچه
حوزهٔ اخلاق در فناوری اطلاعات پیشینه‌ای کوتاه اما مترقی دارد که در ۲۰ سال اخیر در ایالات متحده به رسمیت شناخته شده‌است. ریشه‌های این زمینه در کتابداری است و این ریشه‎ها در مقالۀ «جستجوی ریشه‎های تاریخی اخلاق اطلاعات در کتابداری و اطلاع‎رسانی» نشان داده شده است، اگرچه اکنون با توجه به مسائل اخلاقی در دیگر قلمروها شامل علوم کامپیوتری، اینترنت، رسانه‌ها، روزنامه‌نگاری، سیستم‌های مدیریت اطلاعات و کسب‌وکار نیز توسعه یافته‌است.
شواهدی مبنی بر کار علمی در این موضوع در دههٔ ۱۹۸۰ قابل ردیابی است، وقتی مقاله‌ای توسط Barbara J.Kostrewski و Charles Oppenheim تألیف و در روزنامهٔ علوم اطلاعات منتشر شد، که در مورد مسائل مربوط به زمینه‌های محرمانگی، سوگیری‌های اطلاعات و کنترل کیفیت بحث می‌کرد. محقق دیگری نیز به نام Robert Hauptman مطالب زیادی در مورد اخلاق در فناوری اطلاعات در حوزهٔ کتابخانه نوشته است و روزنامهٔ اخلاق در فناوری اطلاعات را در سال ۱۹۹۲ تأسیس کرد.

## اخلاق‌دانلود
دانلود غیرقانونی همچنین باعث ایجاد نگرانی‌های اخلاقی شده است و این سوال را ایجاد کرده که آیا دریازنی‌ی برخط برابر دزدی است یا خیر. در یک پرسشنامه‌ای پرسیده شد "آیا دانلود آهنگی که حق‌نشر دارد به صورت رایگان، اخلاقی است؟"، ۴۴ درصد از افراد که دانشجویان سال‌های اول دانشگاه بودند جواب دادند "بله".
کریستین بری بر این باور است که یکسان سازی دانلود غیرقانونی با دزدی متعارف، دیدگاهی مشکل‌ساز است، زیرا می‌توان تفاوت‌های واضح و از نظر اخلاقی معنادار بین "دزدیدن کیف یک نفر" و "دانلود غیرقانونی یک سریال" نشان داد. اما او معتقد است که مصرف‌کنندگان باید تا جایی که باعث تحمیل هزینه‌ی غیرمنطقی بر آن‌ها نشوند، سعی‌کنند به مالکیت معنوی احترام بگذارند.
در مقاله‌ای با عنوان "این مقاله را دانلود کن: دفاعی از سرقت کتاب‌های الکترونیکی"، اندرو فورسهایمز استدلال می‌کند که نگرش ما نسبت به حق‌نشر ناسازگار است؛ چرا که هر استدلالی در حمایت از کتابخانه‌های عمومی(فیزیکی)، درواقع استدلالی به نفع دانلود غیرقانونی کتاب‌های‌الکترونیکی است و برعکس، هر استدلالی علیه دانلود کتاب‌های الکترونیکی، به نوعی استدلالی علیه وجود کتابخانه‌ها نیز به شمار می‌رود. در پاسخ به این دیدگاه، سادولا کارجیکر استدلال می‌کند که "از نظر اقتصادی، تفاوتی اساسی میان اجازه دادن به کتابخانه‌های عمومی برای ارائه‌ی نسخه‌های فیزیکی کتاب‌ها و مجاز دانستن توزیع آنلاین کتاب‌های الکترونیکی وجود دارد." علی پیرحیاتی با هدف خنثی‌سازی مسئله‌ی بزرگی که از سوی کارجیکر مطرح شده بود، یک آزمایش ذهنی بر پایه‌ی یک کتابخانه‌ی پیشرفته‌ی فناورانه پیشنهاد داده است تا ایده‌ی اصلی فورسهایمز را توجیه کند.

## شاخه‌ها
- اخلاق سایبری (فضای مجازی)
- اخلاق در رسانه
- اخلاق در بیوگرافی
- اخلاق در اطلاعات کسب‌وکار
- اخلاق در حوزه رایانه و فناوری اطلاعات
- هویت اخلاق و اخلاق مجازی
- اخلاق علمی در فناوری رسانه
- فناوری‌های ارتباطی و اطلاعاتی
- مسائل اخلاقی در فناوری اطلاعات

## دانشگاه‌ها و اخلاق اطلاعات
این موضوع تحت عناوین مختلف در رشته‌های مرتبط با کامپیوتر و فلسفه تدریس می‌شود.
دانشگاه‌های ذیل هم‌اکنون این موضوع را به عنوان درس اختیاری تدریس می‌کنند:
- دانشگاه شریف آقای مهندس ابطحی با عنوان «اخلاق در فناوری اطلاعات»
- دانشگاه همدان آقای مهندس سراج با عنون «اخلاق فناوری اطلاعات»
- دانشگاه مهندسی گلبهار آقای مهندس قاسمی با عنوان «اخلاق رایانه و فناوری اطلاعات»
- دانشگاه اصفهان، قم و پیام نور تاکنون این درس را ارائه کرده‌اند.